# Lactuca serriola

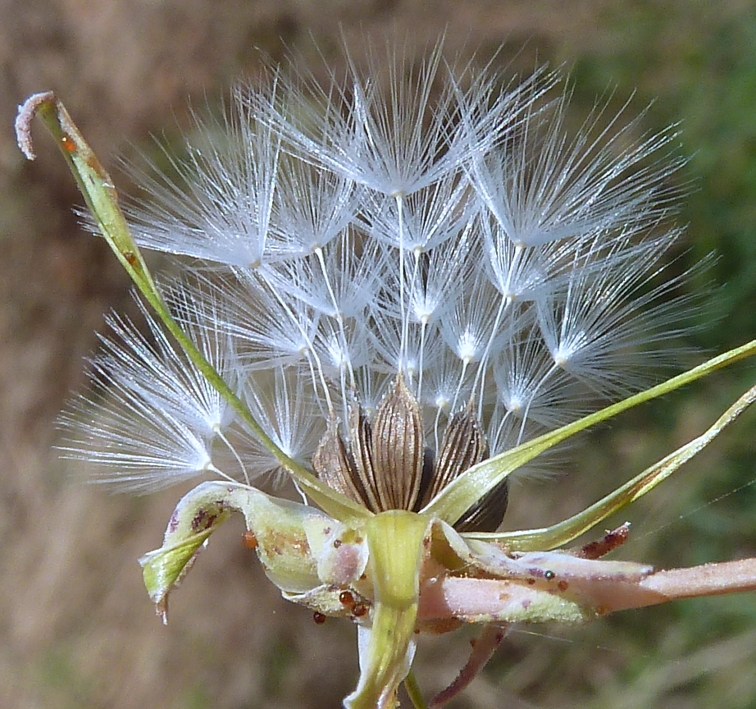
Cipselas in situ.

Lactuca serriola (L., 1756) é uma espécie pertencente à família Asteraceae. A espécie tem distribuição natural na região circum-mediterrânica e em grande parte da Europa, mas encontra-se naturalizada em quase todas as regiões de clima temperado.

## Descrição
Lactuca serriola é uma planta herbácea, anual ou bienal, de odor fétido, rígida, com 0,5-2,5 m de altura, com ramos espinhosos na sua parte distal. Floresce no verão.
As folhas são rígidas, espinhosas na nervura central por debaixo da margem. As folhas inferiores são ovado-oblongas, normalmente muito lobuladas, as superiores menos lobuladas e com tendência para se manterem verticais.
A inflorescência é um capítulo de pequenas flores amarelo pálido, com 1-1,5 cm de diâmetro, por vezes formamdo uma inflorescência espiciforme ou piramidal, longa e ramosa. O invólucro é estreitamente cilíndrico, com brácteas glabras lanceoladas.
O fruto é um aquénio do tipo cipsela, afilada e com os lados finamente tuberculados.
A espécie tem um número cromossómico 2n=18.
A espécie tem distribuição natural na região circum-mediterrânica e em grande parte da Europa, mas encontra-se naturalizada em quase todas as regiões de clima temperado. Prefere solos bem drenados, em taludes, dunas e encostas soalheiras. Entre os habitats preferidos estão os espaços ruderais, pelo que é comum em nas bermas de estradas, terrenos abandonados, cascalheiras e depósitos de entulho.
A etimologia do nome genérico Lactuca assenta no latim lacto,  leite, enquanto o epíteto específico serriola foi derivado também do latim a partir do vocábulo serrula, pequena serra, devido às suas folhas serradas.

## Sinónimos
A variabilidde morfológica da espécie levou à criação de uma rica e variada sinonímia:
- Lactuca scariola L., Amoen. Acad. 4: 489. 1759
- Lactuca saligna var. robusta Fisch. & C.A.Mey., Index Sem. Hort. Petrop. 5: 37. 1839
- Lactuca scariola var. vulgaris Bisch., Beitr. Fl. Deutschl.: 189. 1851, nom. inval.
- Lactuca scariola var. typica Rouy, Fl. France 9: 198. 1905, nom. inval.
- Lactuca augustana All., Auct. Syn. Stirp. Horti Taurin.: 72. 1773
- Lactuca scariola var. augustana (All.) Lindem. in Bull. Soc. Imp. Naturalistes Moscou 45: 303. 1872
- Lactuca scariola subsp. augustana (All.) Arcang., Comp. Fl. Ital.: 425. 1882
- Lactuca scariola var. integrifolia Bisch., Beitr. Fl. Deutschl.: 189. 1851, nom. illeg. [non Lactuca scariola var. integrifolia Bogenh. 1850]
- Lactuca sativa var. angustana Irish ex Bremer, Handb. Pflanzenzücht. 5: 339. 1949, nom. illeg. [non Lactuca sativa var. angustana L.H.Bailey 1916]
- Lactuca sylvestris Lam., Fl. Franç. 2: 84. 1779
- Lactuca scariola [unranked] sylvestris (Lam.) Bisch., Beitr. Fl. Deutschl.: 189. 1851
- Lactuca verticalis Gaterau, Descr. Pl. Montauban: 138. 1789
- Lactuca virosa var. integrifolia Gray, Nat. Arr. Brit. Pl. 2: 417. 1821
- Lactuca serriola subsp. integrifolia (Gray) G.H.Loos in Jahrb. Bochum. Bot. Vereins 1: 124. 2010
- Lactuca coriacea Sch.Bip. in Linnaea 15: 725. 1841
- Lactuca scariola var. integrata Gren. & Godr., Fl. France 2: 319. 1850
- Lactuca scariola subsp. integrata (Gren. & Godr.) Piper in Contr. U. S. Natl. Herb. 11: 549. 1906
- Lactuca integrata (Gren. & Godr.) A.Nelson in Coulter & Nelson, New Man. Bot. Centr. Rocky Mt.: 596. 1909
- Lactuca serriola var. integrata (Gren. & Godr.) Beger in Amer. Midl. Naturalist 10: 46. 1926
- Lactuca dubia Jord. in Mém. Acad. Natl. Sci. Lyon, Cl. Sci. 1: 330. 1851
- Lactuca scariola var. dubia (Jord.) Rouy, Fl. France 9: 199. 1905
- Lactuca scariola [unranked] hortensis Bisch., Beitr. Fl. Deutschl.: 190. 1851
- Lactuca tephrocarpa  K.Koch in Linnaea 23: 672. 1851
- Lactuca scariola var. integrifolia Schur, Enum. Pl. Transsilv.: 370. 1866 [non Lactuca scariola var. integrifolia Bogenh. 1850 nec Lactuca scariola var. integrifolia Bisch. 1851 nec Lactuca scariola var. integrifolia Becker ]
- Lactuca sativa var. angustana L.H.Bailey, Stand. Cycl. Hort.: 1766. 1916
- Lactuca scariola var. integrifolia Becker
- Lactuca altaica Fisch. & C.A.Mey., Index Sem. Hort. Petrop. 11: 73. 1846, nom. nov.
- Lactuca scariola var. integrifolia Bogenh., Taschenb. Fl. Jena: 269. 1850, nom. illeg. [non Lactuca scariola var. integrifolia Becker ]
- Lactuca latifolia Gilib., Fl. Lit. Inch. 1: 234. 1782, nom. inval.
- Lactuca albicaulis Boiss., Fl. Orient. 3: 809. 1875, nom. inval.
- "Lactuca virosa" sensu Webb, D. A.2[5]